# Gabriel Esparza
Gabriel Esparza Pérez  (Pamplona, 31 de março de 1973) é um taekwondista espanhol.
Gabriel Esparza competiu nos Jogos Olímpicos de 2000, na qual conquistou a medalha de prata.